# Георгиевский (муниципальный округ)

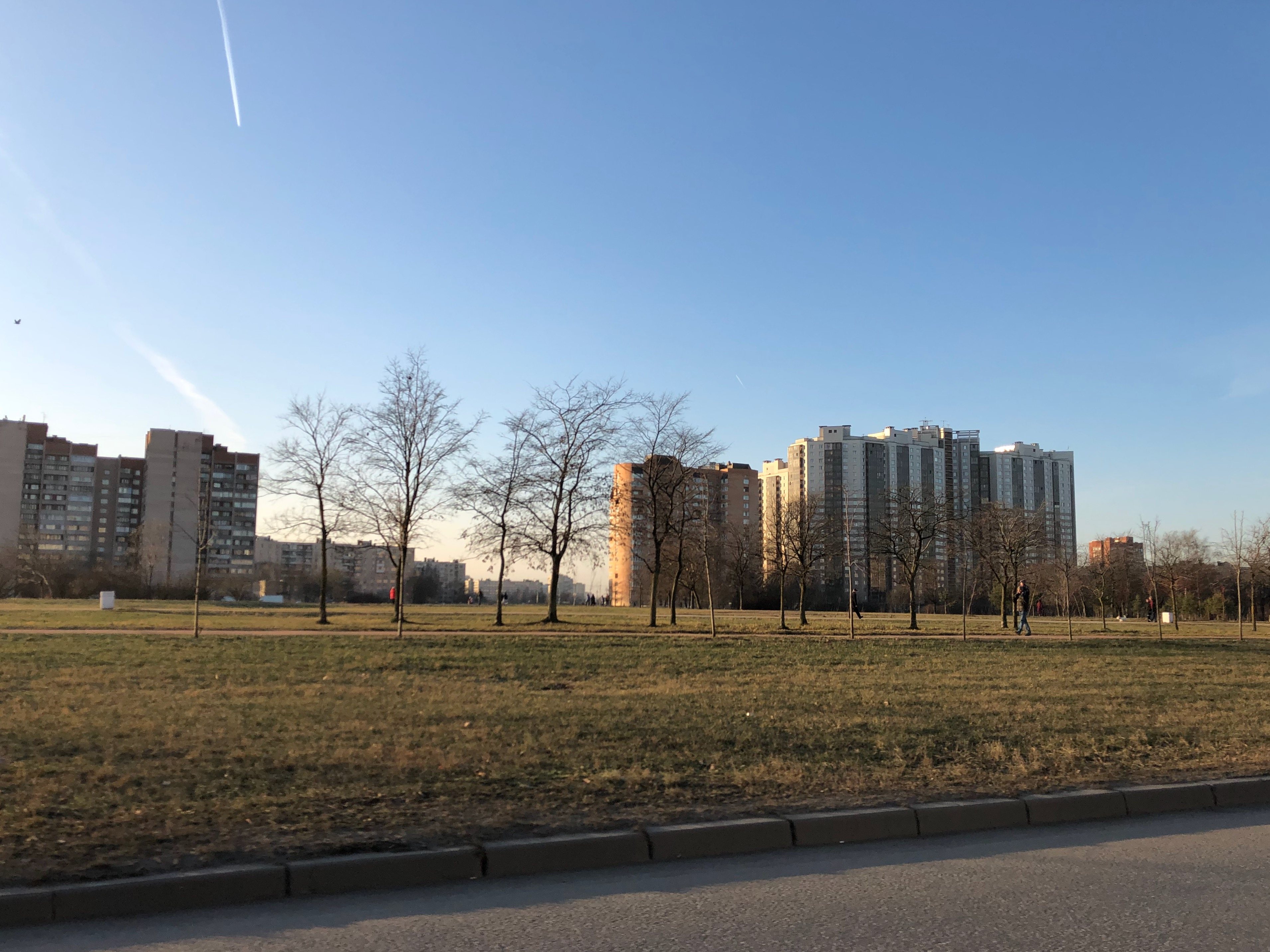
Бухарестская улица

Гео́ргиевский муниципальный округ — округ в составе Фрунзенского района Санкт-Петербурга.
До 14 августа 2008 года назывался муниципальным округом № 74.
Расположен в южной части города. Ограничен с запада Витебским направлением Октябрьской железной дороги (и параллельной ему рекой Волковкой), с юга Дунайским проспектом, с востока Бухарестской улицей, с севера проспектом Славы. Основные улицы, помимо перечисленных: Будапештская, Димитрова.
В районе преобладает жилая застройка. На границе района — железнодорожная платформа Проспект Славы. Наземный пассажирский транспорт — автобус, троллейбус (линии по проспекту Славы и Будапештской улице), трамвай (линии по улицам Бухарестской, Димитрова, Купчинской).

## Население
| 2002    | 2010    | 2012    | 2013    | 2014    | 2015    | 2016    |
| ------- | ------- | ------- | ------- | ------- | ------- | ------- |
| 92 780  | ↘90 700 | ↗91 307 | ↘91 211 | ↗91 483 | ↗91 835 | ↘91 408 |
| 2017    | 2018    | 2019    | 2020    | 2021    | 2023    |         |
| ↗91 523 | ↘90 511 | ↘89 119 | ↘87 141 | ↗93 204 | ↘92 460 |         |